# Contaminación de la información
La contaminación de la información (también conocida como contaminación digital) es la contaminación del suministro de información con información irrelevante, redundante, no solicitada, obstaculizadora y de bajo valor. Los ejemplos incluyen información errónea, correo electrónico basura y violencia en los medios.
La difusión de información inútil e indeseable puede tener un efecto perjudicial sobre las actividades humanas. Se considera uno de los efectos adversos de la revolución de la información.

## Descripción general
La contaminación de la información generalmente se aplica a la comunicación digital, como el correo electrónico, la mensajería instantánea (IM) y las redes sociales . El término adquirió especial relevancia en 2003, cuando el experto en usabilidad web Jakob Nielsen publicó artículos sobre el tema. A partir de 1971, los investigadores expresaban dudas sobre los efectos negativos de tener que recuperar “nódulos valiosos de una mezcla de basura en la que se trata de un componente menor disperso al azar”. Las personas utilizan la información para tomar decisiones y adaptarse a las circunstancias. Estudios cognitivos demostraron que los seres humanos sólo pueden procesar información limitada antes de que la calidad de sus decisiones comience a deteriorarse. La sobrecarga de información es un concepto relacionado que también puede perjudicar la toma de decisiones. Se refiere a la abundancia de información disponible, sin respetar su calidad.
Aunque se cree que la tecnología ha exagerado el problema, no es la única causa de la contaminación de la información. Cualquier cosa que distraiga la atención de los hechos esenciales necesarios para realizar una tarea o tomar una decisión podría considerarse contaminante de información.
La contaminación de la información se considera el equivalente digital de la contaminación ambiental generada por los procesos industriales. Algunos autores afirman que la sobrecarga de información es una crisis de proporciones mundiales, a la misma escala que las amenazas que plantea la destrucción del medio ambiente. Otros han expresado la necesidad de desarrollar un sistema de gestión de la información paralelo a las prácticas de gestión ambiental.

## Manifestaciones
Las manifestaciones de contaminación informativa se pueden clasificar en dos grupos: las que provocan perturbaciones y las que dañan la calidad de la información.
Ejemplos típicos de contaminantes disruptivos de la información incluyen correos electrónicos no solicitados (spam) y mensajes instantáneos, particularmente en el lugar de trabajo. Los teléfonos móviles (tonos de llamada y contenidos) son perturbadores en muchos contextos. La contaminación de la información perturbadora no siempre se basa en la tecnología. Un ejemplo común son los periódicos, donde los suscriptores leen menos de la mitad o incluso ninguno de los artículos proporcionados.  Los mensajes inútiles, como las etiquetas innecesarias en un mapa, también distraen.
Alternativamente, la información puede verse contaminada cuando se reduce su calidad. Esto puede deberse a información inexacta o desactualizada, pero también ocurre cuando la información está mal presentada. Por ejemplo, cuando el contenido está desenfocado o poco claro o cuando aparece en documentos desordenados, difusos o mal organizados, al lector le resulta difícil entenderlo.
Las leyes y reglamentos sufren cambios y revisiones. Los manuales y otras fuentes utilizadas para interpretar estas leyes pueden retrasarse años con respecto a los cambios, lo que puede causar que el público esté mal informado.

## Causas

### Factores culturales.
Los factores culturales han contribuido a la contaminación de la información:
La información se ha considerado tradicionalmente algo bueno. Estamos acostumbrados a afirmaciones como “no se puede tener demasiada información”, “cuanta más información, mejor”  y “el conocimiento es poder”. Las industrias editoriales y de marketing se han acostumbrado a imprimir muchas copias de libros, revistas y folletos independientemente de la demanda de los clientes, por si acaso se necesitan. 
Las nuevas tecnologías que facilitaron que la información llegara a todos democratizaron el intercambio de información. Esto se percibe como una señal de progreso y empoderamiento individual, así como un paso positivo para cerrar la brecha informativa entre los pobres y los ricos. Sin embargo, también tiene el efecto de aumentar el volumen de información que distrae. Esto hace que sea más difícil distinguir la información valiosa del ruido. El uso continuo de publicidad en sitios web, tecnologías, periódicos y la vida cotidiana se conoce como "contaminación cultural".

### Tecnologías de la información
Los avances tecnológicos del siglo XX y, en particular, Internet juegan un papel clave en el aumento de la contaminación de la información. Los blogs, las redes sociales, los sitios web personales y la tecnología móvil contribuyen al aumento del "ruido". El nivel de contaminación puede depender del contexto. Por ejemplo, es probable que el correo electrónico cause más contaminación de la información en un entorno corporativo. Es probable que los teléfonos móviles sean especialmente perjudiciales en un espacio reducido como un vagón de tren.

## Efectos
Los efectos de la contaminación de la información se pueden ver en múltiples niveles.

### Individual
A nivel personal, la contaminación de la información afecta la capacidad de los individuos para evaluar opciones y encontrar soluciones adecuadas. Esto puede provocar una sobrecarga de información y ansiedad, parálisis de decisiones y estrés . Puede interrumpir el proceso de aprendizaje.

### Sociedad
Algunos autores sostienen que la contaminación y la sobrecarga de información pueden provocar una pérdida de perspectiva y de valores morales. Este argumento puede explicar la actitud indiferente que muestra la sociedad hacia temas como los descubrimientos científicos, las advertencias sanitarias o la política. La contaminación hace que la gente sea menos sensible a los titulares y más cínica ante los nuevos mensajes.

### Negocio
La contaminación de la información contribuye a la sobrecarga de información y al estrés y, por lo tanto, trastorna las decisiones. El aumento del tiempo de procesamiento se traduce fácilmente en pérdida de productividad e ingresos. Una mala toma de decisiones aumenta el riesgo de cometer errores críticos.

## Soluciones
Las soluciones propuestas incluyen técnicas de gestión y tecnología refinada.
- Las alternativas basadas en tecnología incluyen sistemas de apoyo a la toma de decisiones[1] y paneles de control que permiten priorizar la información.[9] Las tecnologías que crean interrupciones frecuentes pueden sustituirse por opciones menos “contaminantes”.[6] Además, la tecnología puede mejorar la calidad de la presentación, ayudando a la comprensión.
- Las políticas de uso del correo electrónico[10] y las estrategias de garantía de la integridad de la información pueden ayudar.[1] Se puede aplicar la gestión del tiempo y la gestión del estrés . Esto implicaría establecer prioridades y minimizar las interrupciones. Las prácticas mejoradas de redacción y presentación pueden minimizar los efectos de la contaminación de la información en los demás.

## Términos relacionados
"Infollución" : El término "infollución" o contaminación por informatización fue acuñado por el Dr. Paek-Jae Cho, expresidente y director ejecutivo de KTC (Korean Telecommunication Corp.), en un discurso de 2002 en la 14.ª conferencia bienal de la Sociedad Internacional de Telecomunicaciones (ITS) para describir cualquier indeseable. Efecto secundario provocado por la tecnología de la información y sus aplicaciones.